# Росолувка
Росолувка (пол. Rosołówka) — село в Польщі, у гміні Боґорія Сташовського повіту Свентокшиського воєводства.
Населення — 168 осіб (2011).
У 1975—1998 роках село належало до Тарнобжезького воєводства.

## Демографія
Демографічна структура на день 31 березня 2011 року:
|          | Загалом | Допрацездатний вік | Працездатний вік | Постпрацездатний вік |
| -------- | ------- | ------------------ | ---------------- | -------------------- |
| Чоловіки | 82      | 21                 | 56               | 5                    |
| Жінки    | 86      | 16                 | 55               | 15                   |
| Разом    | 168     | 37                 | 111              | 20                   |